# Бриатико
Бриатико (итал. Briatico) — коммуна в Италии, располагается в регионе Калабрия, подчиняется административному центру Вибо-Валентия.
Население составляет 4103 человека, плотность населения составляет 152 чел./км². Занимает площадь 27,76 км². Почтовый индекс — 89817. Телефонный код — 0963.
Покровителем населённого пункта считается святитель Николай, Мирликийский Чудотворец. Праздник ежегодно празднуется 6 декабря.

## Известные уроженцы
- Антонио Пьетропаоло (1899-1965), итальянский анархист и партизан.